# Campeonato Mundial de Piragüismo en Aguas Tranquilas de 1978
El XIV Campeonato Mundial de Piragüismo en Aguas Tranquilas se celebró en Belgrado (Yugoslavia) en el año 1978 bajo la organización de la Federación Internacional de Piragüismo (ICF) y la Federación Yugoslava de Piragüismo
Las competiciones se realizaron en el canal de piragüismo ubicado en el lago Ada, un entrante del río Sava, enfrente de la isla conocida como Ada Ciganlija.

## Medallistas

### Masculino
| Evento      | Oro                                                                         | Plata                                                                                      | Bronce                                                                                     |
| ----------- | --------------------------------------------------------------------------- | ------------------------------------------------------------------------------------------ | ------------------------------------------------------------------------------------------ |
| K1 500 m    | Vasile Dîba Rumania                                                         | Vladimir Parfenovich URSS                                                                  | Peter Hempel RDA                                                                           |
| K2 500 m    | Bernd Olbricht Rüdiger Helm RDA                                             | Nicușor Eșanu Ion Bîrlădeanu Rumania                                                       | Serguei Chujrai Vladimir Tainikov URSS                                                     |
| K4 500 m    | Frank-Peter Bischof Bernd Duvigneau Roland Graupner Harald Marg RDA         | Herminio Menéndez Rodríguez José María Esteban José Ramón López Luis Gregorio Ramos España | Ryszard Oborski · Daniel Wełna · Grzegorz Kołtan · Henryk Budzicz · Polonia                |
| K1 1000 m   | Rüdiger Helm RDA                                                            | Milan Janić Yugoslavia                                                                     | Vitali Trukshin URSS                                                                       |
| K2 1000 m   | Serguei Chujrai Vladimir Tainikov URSS                                      | Einar Rasmussen · Olaf Søyland · Noruega                                                   | Zoltán Bakó · István Szabó · Hungría                                                       |
| K4 1000 m   | Bernd Olbricht Bernd Duvigneau Rüdiger Helm Harald Marg RDA                 | Nicușor Eșanu Ion Bîrlădeanu Mihai Zafiu Alexandru Giura Rumania                           | Herminio Menéndez Rodríguez José María Esteban José Ramón López Luis Gregorio Ramos España |
| K1 10 000 m | Milan Janić Yugoslavia                                                      | Nikolai Stepanenko URSS                                                                    | István Joós · Hungría                                                                      |
| K2 10 000 m | Zoltán Bakó · István Szabó · Hungría                                        | Alain Lebas Jean-Paul Hanquier Francia                                                     | Nicușor Eșanu Grigore Constantin Rumania                                                   |
| K4 10 000 m | Alexandr Shaparenko Serguei Nikolski Vladimir Morozov Alexandr Avdeyev URSS | Andrzej Klimaszewski · Krzysztof Lepianka · Zbigniew Torzecki · Zdzisław Szubski · Polonia | Cuprian Macarencu Marian Ciobanu Ștefan Popa Nicolae Țicu Rumania                          |
| C1 500 m    | Liubomir Liubenov Bulgaria                                                  | Gyula Hajdú · Hungría                                                                      | Serguei Liminovich URSS                                                                    |
| C2 500 m    | László Foltán · István Vaskuti · Hungría                                    | Serguei Petrenko Petras Grigonis URSS                                                      | Gheorghe Simionov Toma Simionov Rumania                                                    |
| C1 1000 m   | Matija Ljubek Yugoslavia                                                    | Tamás Wichmann · Hungría                                                                   | Ivan Patzaichin Rumania                                                                    |
| C2 1000 m   | Tamás Buday · Oszkár Frey · Hungría                                         | Gheorghe Simionov Toma Simionov Rumania                                                    | Serguei Postrejin Yuri Lobanov URSS                                                        |
| C1 10 000 m | Ivan Patzaichin Rumania                                                     | Tamás Wichmann · Hungría                                                                   | Matija Ljubek Yugoslavia                                                                   |
| C2 10 000 m | Tamás Buday · István Vaskuti · Hungría                                      | Gheorghe Simionov Toma Simionov Rumania                                                    | Viktor Vorobiev Alexandr Bely URSS                                                         |

### Femenino
| Evento   | Oro                                                             | Plata                                                                        | Bronce                                                               |
| -------- | --------------------------------------------------------------- | ---------------------------------------------------------------------------- | -------------------------------------------------------------------- |
| K1 500 m | Roswitha Eberl RDA                                              | Olga Makarova URSS                                                           | Maria Cosma Rumania                                                  |
| K2 500 m | Marion Rösiger Martina Fischer RDA                              | Natalia Kalashnikova Nina Doroj URSS                                         | Agafia Orlov Nastasia Nichitov Rumania                               |
| K4 500 m | Marion Rösiger Martina Fischer Roswitha Eberl Carsta Genäuß RDA | Vania Guesheva Velichka Mincheva Natasha Yanakieva Iliyana Nikolova Bulgaria | Agafia Orlov Nastasia Nichitov Adriana Tarasov Nastasia Buri Rumania |

## Medallero
| Núm. | País       | Oro | Plata | Bronce | Total |
| ---- | ---------- | --- | ----- | ------ | ----- |
| 1    | RDA        | 7   | 0     | 1      | 8     |
| 2    | Hungría    | 4   | 3     | 2      | 9     |
| 3    | URSS       | 2   | 5     | 5      | 12    |
| 4    | Rumania    | 2   | 4     | 7      | 13    |
| 5    | Yugoslavia | 2   | 1     | 1      | 4     |
| 6    | Bulgaria   | 1   | 1     | 0      | 2     |
| 7    | España     | 0   | 1     | 1      | 2     |
| 7    | Polonia    | 0   | 1     | 1      | 2     |
| 9    | Francia    | 0   | 1     | 0      | 1     |
| 9    | Noruega    | 0   | 1     | 0      | 1     |
|      | TOTAL      | 18  | 18    | 18     | 54    |